# Dan Benishek
Daniel Joseph "Dan" Benishek (ur. 20 kwietnia 1952, zm. 15 października 2021) – amerykański polityk polskiego pochodzenia, członek Partii Republikańskiej. Od 2011 roku był przedstawicielem stanu Michigan w Izbie Reprezentantów Stanów Zjednoczonych.